# Platanthera algeriensis
La platantera algerina (Platanthera algeriensis Batt. & Trab., 1892) è una pianta erbacea perenne, dai delicati fiori verdi, appartenente alla famiglia delle Orchidacee.

## Etimologia
Il nome generico (Platanthera) deriva dal greco e fa riferimento alla forma delle antere del fiore (“fiore ad antere larghe e piatte”). L'epiteto specifico (algeriensis) fa riferimento alla località del primo ritrovamento (Algeria).
Il binomio scientifico di questa pianta, attualmente accettato (Platanthera algeriensis), è stato proposto dai botanici francesi Jules Aimé Battandier (1848-1922) e Louis Charles Trabut  (1853 – 1929) nel 1892, autori tra l'altro dell'opera ”Flore de l'Algérie” pubblicata negli anni 1888-90.

## Descrizione
L'altezza di questa pianta varia tra i 25 ai 60 cm. La forma biologica è geofita bulbosa (G bulb), ossia sono piante perenni erbacee che portano le gemme in posizione sotterranea. Durante la stagione avversa non presentano organi aerei e le gemme si trovano in organi sotterranei chiamati bulbi, organi di riserva che annualmente producono nuovi fusti, foglie e fiori. Sono orchidee terrestre in quanto contrariamente ad altre specie più esotiche, non sono “epifite”, ossia non vivono a spese di altri vegetali di maggiori proporzioni.

### Radici
Le radici sono secondarie da bulbo e sono del tipo fascicolato.

### Fusto
- Parte ipogea: la parte sotterranea consiste in bulbi interi.
- Parte epigea: la parte aerea del fusto è semplice ed eretta.

### Foglie
Le foglie sono tutte intere a nervature parallele; la forma delle foglie basali è diversa da quelle cauline (dimorfismo fogliare).
- Foglie basali: le foglie basali sono due (o tre) opposte a forma più o meno ellittica, arrotondate all'apice e dalla superficie lucida.
- Foglie cauline: le foglie cauline sono lanceolate (di tipo bratteiformi), acute e progressivamente ridotte verso l'infiorescenza.

### Infiorescenza
L'infiorescenza è una spiga semplice e allungata con diversi fiori relativamente spaziati.  I fiori sono posti alle ascelle di brattee lanceolate (quelle inferiori sono più lunghe dell'ovario) e sono pedicellati (il pedicello è arcuato). I fiori inoltre sono resupinati, ruotati sottosopra tramite torsione del pedicello; in questo caso il labello è volto in basso.

### Fiore

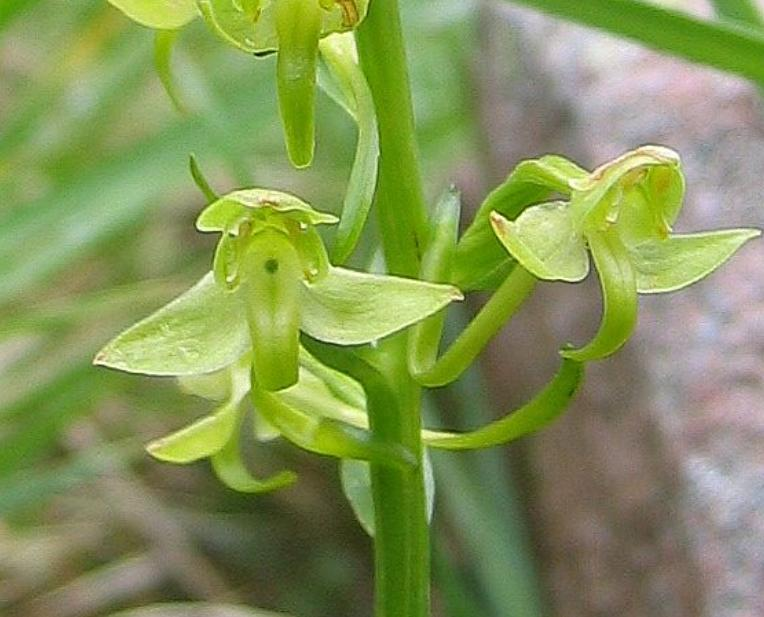
Il fiore

I fiori sono ermafroditi ed irregolarmente zigomorfi, pentaciclici (perigonio a 2 verticilli di tepali, 2 verticilli di stami (di cui uno solo fertile – essendo l'altro atrofizzato), 1 verticillo dello stilo). Il colore dei fiori è verde tendente al giallastro.
- Formula fiorale: per queste piante viene indicata la seguente formula fiorale:

P 3+3, [A 1, G (3)]
- Perigonio: il perigonio è composto da 2 verticilli con 3 tepali (o segmenti) ciascuno (3 interni e 3 esterni). Dei tre tepali esterni quello dorsale è eretto e forma un cappuccio (è connivente con i due tepali laterali interni) a protezione degli organi riproduttivi del fiore. Quelli laterali sono disposti in modo patente e hanno una forma lanceolata con apice acuto; dei tre tepali interni quello mediano (chiamato labello) è molto diverso dagli altri, mentre i due laterali sono identici tra loro, sono eretti e più stretti di quelli esterni.
- Labello: il labello è lineare, intero, non molto lungo (massimo 12 mm) e riflesso all'indietro, mentre sul retro, alla base, è prolungato in un robusto sperone. La forma dello sperone è filiforme, lievemente pendente ed è clavato all'apice.
- Ginostemio: lo stame con le rispettive antere (in realtà si tratta di una sola antera fertile biloculare – a due logge) è concresciuto con lo stilo e forma una specie di organo colonnare chiamato "ginostemio"[4]. Quest'organo è posizionato all'interno-centro del fiore. Il polline ha una consistenza gelatinosa; e si trova nelle due logge dell'antera, queste sono fornite di una ghiandola vischiosa (chiamata retinacolo). I pollinii sono inseriti sul retinacolo tramite delle caudicole.  I retinacoli sono in questo genere privi di borsicule[2]. Le due logge dell'antera sono divergenti alla base. L'ovario, sessile e in posizione infera è formato da tre carpelli fusi insieme.
- Fioritura: da giugno a luglio.

### Frutti
Il frutto è una capsula globosa e pedicellata con diverse coste ed è deiscente per alcune di queste.  Al suo interno sono contenuti numerosi minutissimi semi piatti. Questi semi sono privi di endosperma e gli embrioni contenuti in essi sono poco differenziati in quanto formati da poche cellule. Queste piante vivono in stretta simbiosi con micorrize endotrofiche, questo significa che i semi possono svilupparsi solamente dopo essere infettati dalle spore di funghi micorrizici (infestazione di ife fungine). Questo meccanismo è necessario in quanto i semi da soli hanno poche sostanze di riserva per una germinazione in proprio..

## Biologia
La riproduzione di questa pianta può avvenire in due modi: 
- per via sessuata grazie all'impollinazione degli insetti pronubi, per lopiù farfalle (anche notturne); il nettare si trova nella parte più interna dello sperone per cui l'insetto deve essere dotato di una spirotromba adatta (abbastanza lunga). L'insetto, durante questa operazione di assunzione del nettare, si spinge tra le masse polliniche staccando così alcuni frammenti di polline che essendo appiccicoso aderisce subito al suo corpo per essere trasportato via.
- per via vegetativa in quanto il bulbo possiede la funzione vegetativa per cui può emettere gemme avventizie (getti laterali) capaci di generare nuovi individui.

## Distribuzione e habitat
- Geoelemento: il tipo corologico (area di origine) è Stenomediterraneo.
- Diffusione: in Italia questa pianta è presente solamente nella Sardegna (altrove è presente in Corsica e in Spagna). Fuori dall'Europa è diffusa soprattutto nel Marocco e nell'Algeria (areale dell'Africa del Nord-ovest).
- Habitat: l'habitat tipico sono i sottoboschi e in genere i luoghi freschi e ombrosi e lievemente umidi.
- Diffusione altitudinale: sui rilievi queste piante si possono trovare dai 700 fino ai 1400 m s.l.m.; frequentano quindi i seguenti piani vegetazionali: collinare e montano.

## Tassonomia

### Specie simili
In Italia sono presenti solamente tre specie del genere Platanthera che differiscono in minimi particolari; qui sono evidenziati quelli più notevoli:
- Platanthera bifolia (L.) Rich.: il labello è dritto e lungo; le logge dell'antera sono strettamente parallele; il fiore è biancastro.
- Platanthera chlorantha (Custer) Rchb.: il labello è dritto e lungo; le logge dell'antera sono divergenti alla base; il fiore è verdastro.
- Platanthera algeriensis Batt. & Trab.: il labello è riflesso all'indietro e più corto; le logge dell'antera sono divergenti alla base; il fiore è verde con sfumature giallastre.

## Conservazione
Come tutte le orchidee è una specie protetta e quindi ne è vietata la raccolta e il commercio ai sensi della Convenzione sul commercio internazionale delle specie minacciate di estinzione (CITES).